# سلم السماء
سُلَّم السماء هي رسالة فلكية كتبها الرياضياتي وعالم الفلك الفارسي غياث الدين الكاشي عام 1407 حول تحديد المسافات وحجم الأجرام الفلكية مثل الأرض والقمر والشمس.